# Fritz Hilpert
Friedrich Hilpert (* 31. květen 1956, Německo), známý pod jménem Fritz Hilpert, je německý hudebník, zvukový inženýr a v letech 1987 až 2022 hráč na syntezátory v electro skupině Kraftwerk. Zároveň býval webmasterem oficiálních stránek skupiny www.kraftwerk.com a www.klingklang.com. Krom skladatelské činnosti se ve skupině ve velké míře věnoval také remasterování a mixování skladeb.
Do skupiny přišel roku 1987 po odchodu Wolfganga Flüra. Svůj rukopis zanechal na několika skladbách Kraftwerk počínaje skladbou Expo 2000.
Roku 2008 muselo být vystoupení Kraftwerk v Melbourne zrušeno, neboť Fritz Hilpert prodělal srdeční příhodu.
V roce 2005 byl nominován na Cena Grammy za nejlepší dance/electronic album. Byl také nominován v roce 2017 za nejlepší surround sound album, tuto cenu také vyhrál.